# Dan Sullivan
Daniel Scott Sullivan (13. listopadu 1964, Fairview Park, Ohio) je americký politik za republikánskou stranu. Od roku 2015 je senátorem USA za stát Aljašku.
Před svým působením v Senátu USA vedl v letech 2006–2009 odbor hospodářství a obchodních záležitostí ministerstva zahraničí v administrativě G. W. Bushe, v letech 2009–2010 byl nejvyšším státním zástupcem státu Aljaška a v letech 2010–2013 komisařem aljašského ministerstva přírodních zdrojů.

## Mládí a vzdělání
Sullivan se narodil a vyrůstal ve Fairview Parku v Ohiu jako syn Sandry (rozené Simmonsové) a Thomase C. Sullivana. Jeho otec byl předsedou a generálním ředitelem RPM International, veřejně obchodované nadnárodní korporace s více než 15 000 zaměstnanci, kterou založil Sullivanův dědeček Frank C. Sullivan. Sullivanův bratr Frank C. Sullivan se v roce 2002 stal předsedou a generálním ředitelem RPM.
V roce 1983 vystudoval Culver Military Academy v Indianě. Vystudoval ekonomii na Harvardově univerzitě, kterou ukončil v roce 1987 s titulem BA magna cum laude. Odešel na Georgetownskou univerzitu, kde studoval jak na Walsh School of Foreign Service, tak na Georgetown University Law Center, kde v roce 1993 získal společné tituly JD a MS in Foreign Service. Byl členem Georgetown Law Journal a získal titul JD s vyznamenáním cum laude.